# 샌더스 어소시에이츠
샌더스 어소시에이츠(Sanders Associates)는 1951년부터 1986년에 매각될 때까지 미국 뉴햄프셔주 내슈아의 방산업체였다. 현재는 BAE 시스템스의 자회사인 BAE Systems Electronics & Integrated Solutions의 일부이다. 전자 시스템, 특히 항공기 자체 보호 시스템, 전술 감시 및 정보 시스템의 개발 및 제조에 집중했다. 기타 사업 분야로는 전자레인지, 미사일, 우주 전자공학, 적외선 이미징, 군사 및 상업용 응용 부문을 모두 갖춘 자동화된 임무 계획 시스템 등이 있다.
최초의 홈 비디오 게임 콘솔은 엔지니어 랠프 베어와 샌더스의 여러 조수가 부업 프로젝트로 개발했다. 최종 제품의 생산은 가전업체인 마그나복스(Magnavox)에 맡겨져 마그나복스 오디세이(Magnavox Odyssey)라는 이름으로 판매됐다.